# Hilde Weissner

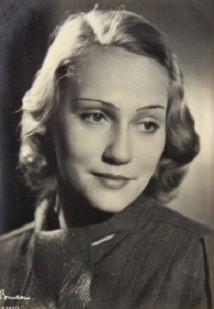
Hilde Weissner.

Hilde Weissner, född 3 juli 1909 i Stettin, Pommern, död 30 maj 1987 i Salzburg, Österrike, var en tysk skådespelare.

## Filmografi (urval)
- 1934 – Storhertigens finanser
- 1937 – Den falske Sherlock Holmes
- 1938 – Der Maulkorb
- 1942 – Diesel
- 1943 – Storstadsmelodi
- 1970 – Lite åt envar